# Coupe de France de rugby à XIII 2005-2006
Navigation
Édition précédente Édition suivante
La Coupe de France de rugby à XIII 2006 est organisée durant la saison 2005-2006. La compétition à élimination directe mettant aux prises des clubs de rugby à XIII amateurs et professionnels affiliés à la Fédération française de rugby à XIII. L'édition est remportée par Pia.

## Tableau final
|  | Quarts de finale         | Quarts de finale        |               |    | Demi-finales | Demi-finales |  |  | Finale        | Finale        |
|  | Quarts de finale         | Quarts de finale        |               |    | Demi-finales | Demi-finales |  |  | Finale        | Finale        |
|  |                          |                         |               |    |              |              |  |  |               |               |
|  |                          |                         |               |    | à Lézignan   | à Lézignan   |  |  | à Carcassonne | à Carcassonne |
|  |                          |                         |               |    | à Lézignan   | à Lézignan   |  |  | à Carcassonne | à Carcassonne |
|  | S.M. Pia                 | 38                      |               |    | à Lézignan   | à Lézignan   |  |  | à Carcassonne | à Carcassonne |
|  | S.M. Pia                 | 38                      |               |    | à Lézignan   | à Lézignan   |  |  | à Carcassonne | à Carcassonne |
|  | R.C. Saint-Gaudens       | 6                       |               |    | à Lézignan   | à Lézignan   |  |  | à Carcassonne | à Carcassonne |
|  | R.C. Saint-Gaudens       | 6                       | S.M. Pia      | 32 |              |              |  |  | à Carcassonne | à Carcassonne |
|  |                          |                         | S.M. Pia      | 32 |              |              |  |  | à Carcassonne | à Carcassonne |
|  |                          | Toulouse olympique XIII | 6             |    |              |              |  |  | à Carcassonne | à Carcassonne |
|  | Toulouse olympique XIII  | Toulouse olympique XIII | 6             | 44 |              |              |  |  | à Carcassonne | à Carcassonne |
|  | Toulouse olympique XIII  |                         |               | 44 |              |              |  |  | à Carcassonne | à Carcassonne |
|  | Union treiziste catalane | 12                      |               |    |              |              |  |  | à Carcassonne | à Carcassonne |
|  | Union treiziste catalane | 12                      | S.M. Pia      | 36 |              |              |  |  |               |               |
|  |                          |                         | S.M. Pia      | 36 |              |              |  |  |               |               |
|  |                          | F.C. Lézignan           | 20            |    |              |              |  |  |               |               |
|  | F.C. Lézignan            | F.C. Lézignan           | 20            | 72 |              |              |  |  |               |               |
|  | F.C. Lézignan            | à Carcassonne           |               | 72 |              |              |  |  |               |               |
|  | U.S. Entraigues          | 14                      |               |    |              |              |  |  |               |               |
|  | U.S. Entraigues          | 14                      | F.C. Lézignan | 18 |              |              |  |  |               |               |
|  |                          |                         | F.C. Lézignan | 18 |              |              |  |  |               |               |
|  |                          | XIII Limouxin           | 17            |    |              |              |  |  |               |               |
|  | XIII Limouxin            | XIII Limouxin           | 17            | 36 |              |              |  |  |               |               |
|  | XIII Limouxin            |                         |               | 36 |              |              |  |  |               |               |
|  | A.S. Carcassonne         | 11                      |               |    |              |              |  |  |               |               |
|  | A.S. Carcassonne         | 11                      |               |    |              |              |  |  |               |               |

## Finale - 7 mai 2006
(mt : 18 - 4)
Points marqués :
- Pia : 6 essais de Turton (9e 45e), O'Reilly (31e, 37e et 63e), Bosnich (51e) ; 6 transformations de Grésèque (9e, 31e, 37e, 45e, 51e et 63e).
- Lézignan : 4 essais de Vittal (40e), Narvalas (55e), Ioane (60e) et Selles (66e) ; 2 transformations de Brown (55e et 60e).

Évolution du score : 
Arbitre : Thierry Alibert
Spectateurs : 9 000
Composition des équipes :
- Pia : Craig West - Nicolas Piquemal, Luke Cross, Florian  Chaubet, Nicolas Athiel - Maxime Grésèque (o)(c), (m) Tom O’Reilly - Patrick Cala, Franck Traversa, Dean Bosnich, Neale Wyatt, Garreth Turton, Aaron Smith - Thomas Ambert, Grégory Gimenez, Guillaume Knecht, Maxime Pradal - Entraîneur : Luc Mendez
- Lézignan : Ismaël Navarlas - Grégory Mazard, Arnaud Vittal, Cédric Bringuier, Nicolas Selles - Ian Dunemann (o), Jérôme Sarda (m) - Andrew Ioane, Nicolas Manessi, Kelvin Mathie, Alister Brown (c), Romain Nierga, Charly Clottes - Damien Charles, Romain Lézina, Gilles Coronat, Olivier Caussinus - Entraîneurs : Dominique Espugna et Éric Bergé